# Okazaki
Okazaki (岡崎市; -shi)   é uma cidade japonesa localizada na província (ou prefeitura) de Aichi.
Recebeu o estatuto de cidade a 1 de Julho de 1916.

## Demografia
Em 1 de maio de 2006 o governo municipal estimou a população em 368.201 habitantes. A cidade continua jovem, com 139.233 famílias (2,64 residentes por família). A população consiste em 185.651 homens e 182.550 mulheres, refletindo o alto número de homens jovens que se mudaram para Okazaki para trabalhar no setor industrial. Este rápido crescimento populacional influi também na baixa taxa de desemprego, por ser convenientemente próxima de Nagóia. Em Abril de 2006 houve 263 nascimentos e 199 mortes, para um crescimento natural de 64 pessoas. Enquanto no mesmo mês 2.197 pessoas mudaram para Okazaki e 1.910 pessoas deixaram-na. Apesar de tudo, a densidade caiu para 950,83 pessoas por km2, devido a anexação de Okazaki com a cidade vizinha de Nukata, que em dezembro de 2004, tinha uma população estimada em 9.508 e uma densidade de apenas 59,32 pessoas por km2. A área de Nukata e as regiões íngremes do norte de Okazaki permanecem escassamente populadas.
Do total da população, 10.760 são estrangeiros (2,92% do total, comparado com a mídia nacional de 1,55%). Há 5.427 homens estrangeiros, e 5.333 mulheres estrangeiras. Incluindo aqueles registrados sem nacionalidade a população estrangeira vem de 71 países, apesar de mais da metade ser do Brasil. Em abril de 2006 havia 5.573 brasileiros registrados (3.042 homens e 2.531 mulheres) formando 51,79% da população estrangeira. Outras significantes comunidades estrangeiras incluem Coreanos (17,43%), Chineses (10,89%) e Filipinos (8,88%). Há poucos ocidentais em geral (menos de 3%) e o número de estrangeiros registrados que vêm de países onde a maioria são cidadãos nativos falantes de inglês é menor que 200.

## Transporte

### Ferrovias

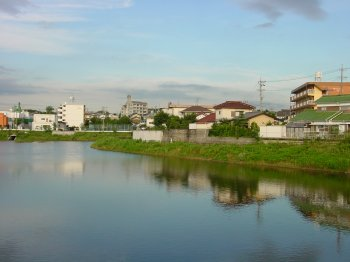
Pormenor de Okazaki

Okazaki é localizada na Linha Principal Tokaido (Tokaido Main Line) e pode ser alcançada também pela Linha Meitetsu Principal de Nagóia (Meitetsu Nagoya Main Line). A Linha Tokaido Main Line serve a Estação JR Nishi Okazaki e a Estação JR Okazaki, que é o principal meio de transporte para a parte sul da cidade. A Meitetsu Nagoya Main Line serve 8 estações de Meitetsu Uto até Meitetsu Motojuku, incluindo a Estação Higashi Okazaki que é o principal meio de transporte para o centro e as partes nortes da cidade.
Uma terceira linha férrea chamada Aichi Loop Line começa na Estação JR Okazaki e conecta-se com a Linha Meitetsu na Estação Okazaki Koen-mae antes de seguir para Toyota e Seto. O Trem-bala (Tokaido Shinkansen) passa pelos limites da cidade de Okazaki, mas não pára. As estações mais próximas do shinkansen são Toyohashi, Mikawa-Anjo e em Nagóia.

### Rodovias
Okazaki, é claro, também acessível por inúmeras rodovias, incluindo a  Tomei Expressway e a Rota 1, ambas correm no sentido leste/oeste da cidade. As principais vias norte/sul são a Rota 248 e a rota 26.  As condições de tráfego são comparáveis com as médias urbanas/suburbanas de uma cidade americana,   não totalmente incômodante como se dirigir em Tóquio, apesar da Rota 248 ser altamente congestionada.

## Arte e Cultura
Apesar de faltar certas facilidades turísticas em comparação com outras cidades japonesas, Okazaki possui uma extensa variedade de locais históricos, museus e festivais que não podem sem perdidos.

### Castelo de Okazaki

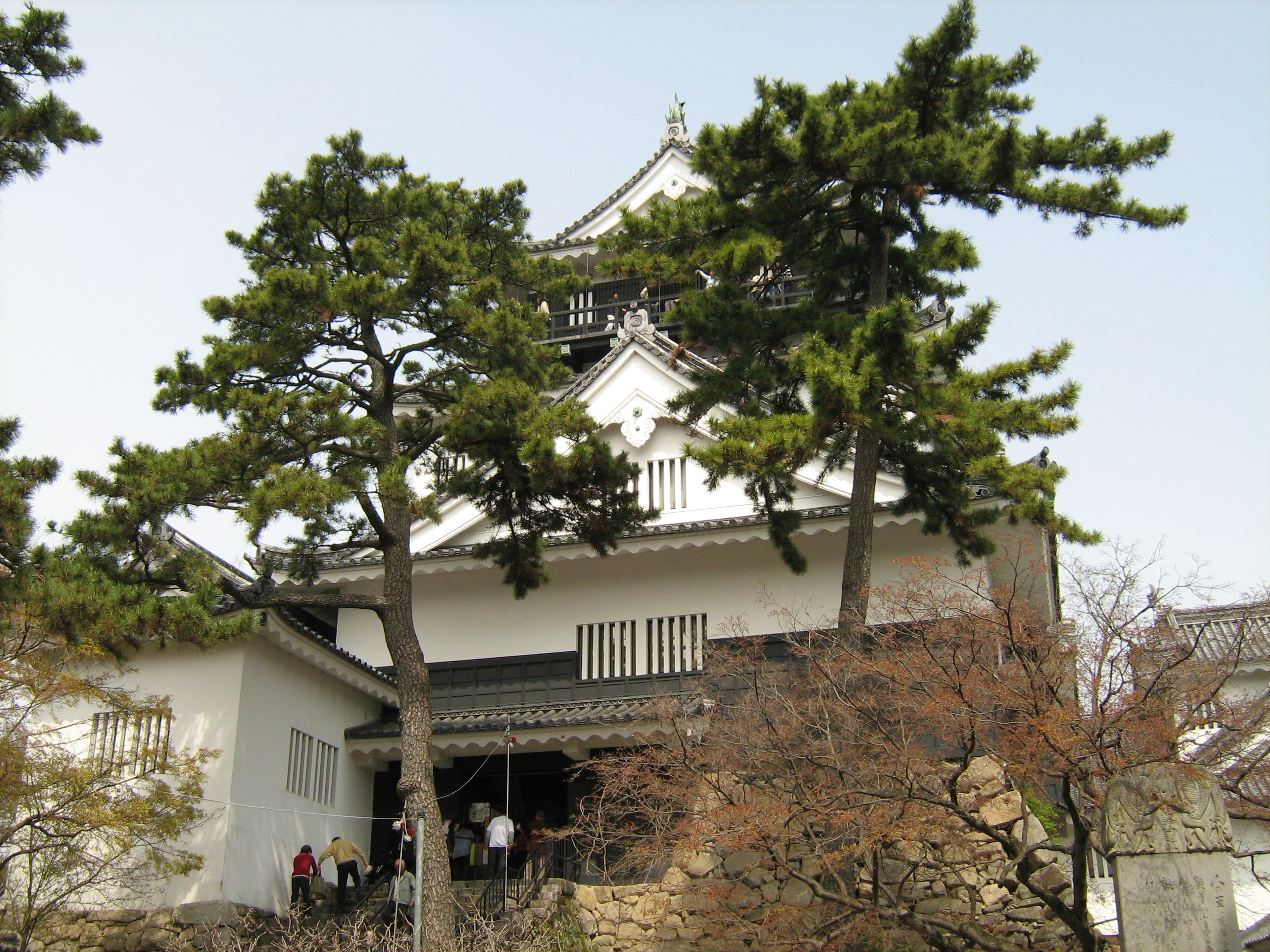
Frente do Castelo de Okazaki

O Castelo de Okazaki foi construido em 1455 por um guerreiro chamado Saigo Tsugiyori. Capturado pela família Matsudaira em 1524 (e provavelmente realocado do outro lado do rio), o castelo continua associado à Tokugawa Iyeyasu, mesmo apesar de mais tarde ter-se mudado para Edo em 1590. Durante o período Edo, serviu como assento do daimyo da província de Mikawa e dominou a cidade até o novo Governo Meiji tomar o poder. O donjon principal foi destruido, mas foi reconstruido em 1959 no estilo e especificações originais. As paredes são as mesmas da reconstrução feita pelo Senhor Honda em 1620.

### Fogos de Artifício

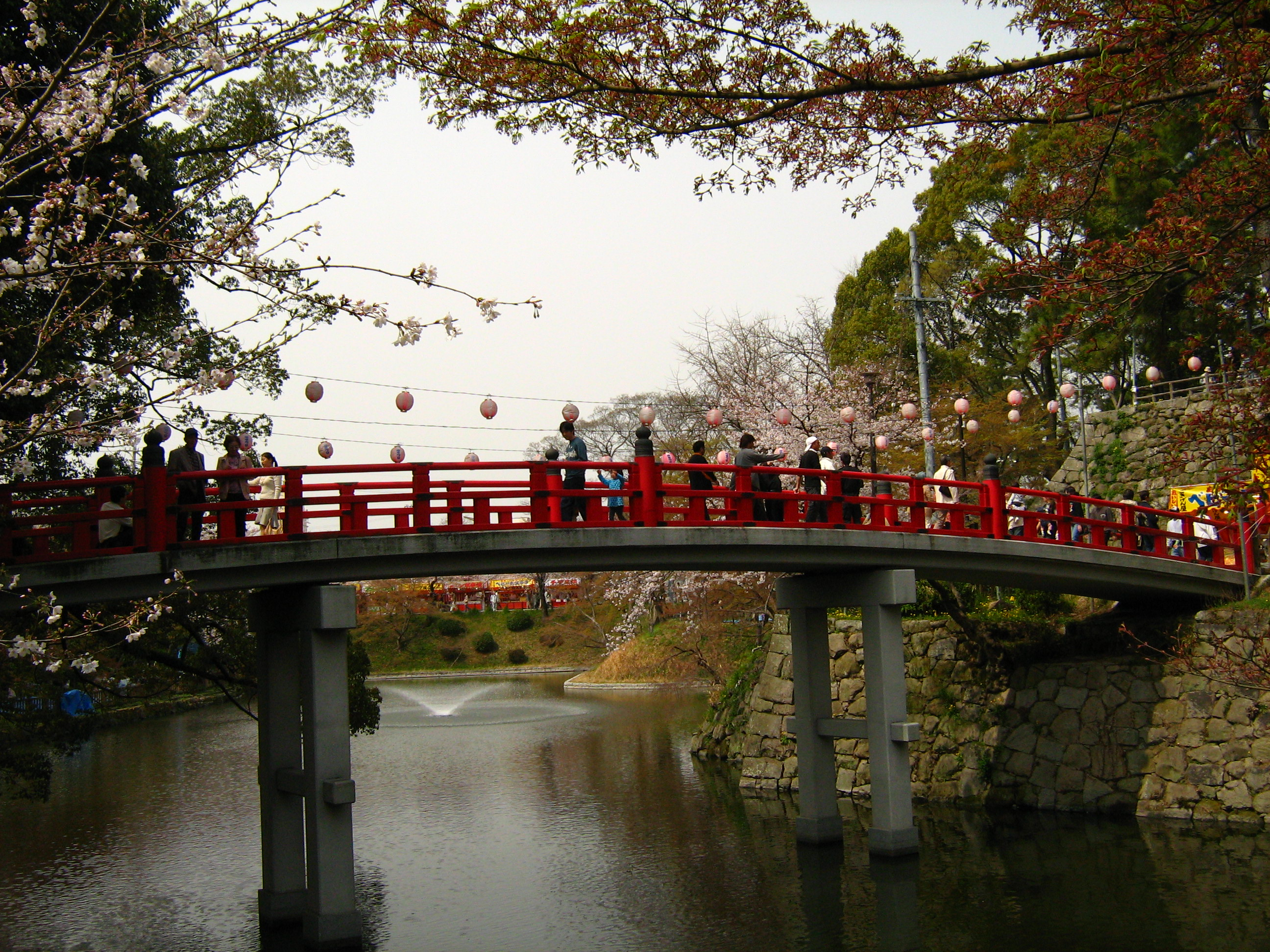
Parque do Castelo de Okazaki

Além de Tokugawa Iyeyasu, Okazaki também é conhecida e parece que até mais famosa por seus fogos de artifício. O Shogunato Tokugawa restringiu a produção de pólvora fora de sua região imediata (com poucas exceções), e até hoje, mais que 70% da produção de fogos de artifício do Japão é feita aqui. Um grande festival de fogos é realizado todo primeiro sábado de agosto na região próxima do castelo, pessoas de todo o Japão vêm participar.

### Museu de Arte da Cidade de Okazaki
Um museu de arte que exibe trabalhos de artistas locais e nacionais.

## Cidades-irmãs
- Newport Beach, Estados Unidos
- Hohhot, China
- Uddevalla, Suécia

## Ligações externas

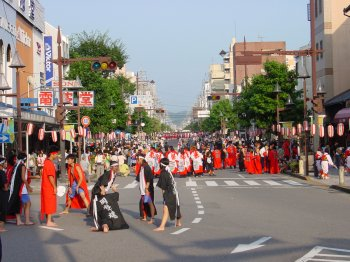
Cena em Okazaki